# Gymnasium Lissa

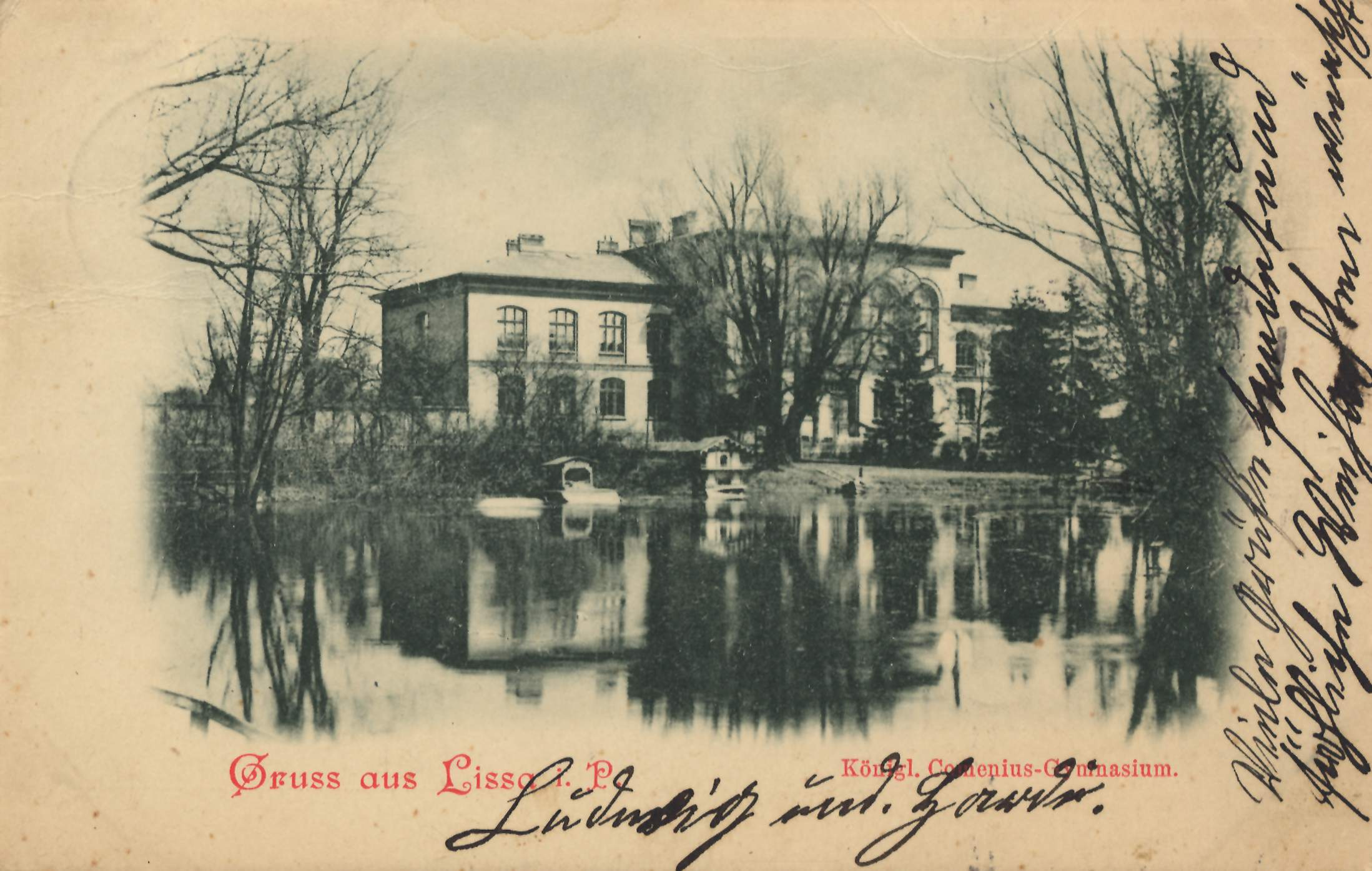
Postkarte des Comenius-Gymnasiums Lissa um 1900

Im polnischen und zeitweise preußischen Lissa bestand seit 1555 eine gelehrte Schule bzw. Gymnasium zu Lissa zur höheren Bildung. Die deutschsprachige Schule fand 1945 ihr Ende.

## Geschichte
Neben anderen Schulen gab es seit dem 13. November 1555 ein akademisches Gymnasium (illustre) mit einer reichen Bibliothek und einem Theater. Die Brüder-Unität bzw. die eingewanderten Hussiten förderten die protestantische Bildung mit Hilfe des Magnaten und Grafen Raphael Leszczynski. Die Geistlichen der Unitätskirche führten die Aufsicht. Nach dem verheerenden Stadtbrand 1656 endete zwar die Blütezeit, doch bestand die polnische Schule weiter, bis die Stadt 1793 zu Preußen kam. Eine bedeutende Figur der Wissenschaft in Leszno mit einer weltweiten Wirkung war der Reformpädagoge und Schulleiter ab 1635 Jan Amos Komenius, und neben ihm auch andere Gelehrte wie John Jonston. Der spätere Bischof in Berlin Daniel Ernst Jablonski besuchte die Schule und leitete sie 1686–1691. Während der napoleonischen Zeit lag das Schulwesen darnieder.
Ab 1815 gehörte das Großherzogtum Posen wieder zu Preußen, wo nur das Gymnasium Lissa neben dem Gymnasium Posen höhere Bildung anbot. 1821 wurde es mit der lutherischen Schule vereinigt und zum Königlichen Gymnasium Lissa erhöht. 1842 wurde das Schloss des Fürsten und preußischen Staatsrates Antoni Paweł Sułkowski als Schulgebäude gekauft und 1882 ein Neubau in der Nähe bezogen. Dort ist heute das III. allgemeinbildende Lizeum untergebracht. Zum bevorstehenden 350. Jubiläum wurde der Name 1902 in Königliches Comenius-Gymnasium zu Lissa geändert.
Nach dem Ersten Weltkrieg wurde Lissa 1920 wieder polnisch, im alten Gebäude ein polnischsprachiges Gymnasium etabliert, worauf das deutsche Gymnasium privatisiert und 1934 in Kant-Gymnasium Lissa umbenannt wurde. Untergebracht wurde es vorerst im Lyzeum (Mädchenschule), ab 1921 im ehemaligen evangelischen Gemeindehaus. Statt Latein wurde nun Französisch erste Fremdsprache, statt Englisch lernten die Schüler Polnisch. Gymnasium und deutsches Mädchenlyzeum wurden bald aus Kostengründen zusammengelegt, hinzu kam 1934 eine deutsche Pestalozzi-Volksschule. Nach der deutschen Besatzung 1939 wurde das deutsche Gymnasium erneut verlagert, das polnische geschlossen. 1945 endete die deutschsprachige Schule in Lissa.

## Namhafte Schüler
- Samuel Schelwig (1643–1715), lutherischer Theologe
- Daniel Ernst Jablonski (1660–1741), reformierter Hofprediger in Berlin
- Anton Tasch (1845–1920), römisch-katholischer Geistlicher, Abgeordneter im Reichstag
- Otto Willmann (1839–1920), Pädagoge und Philosoph
- Leo Baeck (1873–1956), Abiturient 1890 und jüdischer Gelehrter
- Wolfgang Martini (1891–1963), deutscher Luftwaffengeneral

## Einzelbelege
1. ↑  III Liceum Ogólnokształcące im. Juliusza Słowackiego. Abgerufen am 20. April 2024 (polnisch).
2. ↑  Die 350jaehrige Jubelfeier des Koeniglichen Comenius-Gymnasiums zu Lissa vom 18.-20. Oktober 1905. Friedrich Ebbecke, Lissa i.P., 1905 (poznan.pl [abgerufen am 20. April 2024]).
3. ↑  https://lbc.leszno.pl/dlibra/publication/333/edition/251